# 부방
주식회사 부방은 부방그룹의 지주 회사이다.

## 역사
1934년 일본 자본에 의해 설립된 일본 도쿄에 본점을 둔 제국제마부산제포공장을 일제의 귀속 재산으로 불하받아 1949년 부산방직공사로 개명하고 1953년에 법인체를 설립하여 (주)부산방직공사로 칭하였다.
2016년 8월 1일 이대희 쿠첸사장이 (주)부방에 대한 지배력을 강화하기 위해 (주)부방이 계열사인 부산방직을 1:1.38 비율로 흡수합병하였다.
2024년 환경사업 계열사인 테크로스환경서비스, 부곡환경, 한국자원환경, 테크로스워터앤에너지의 중국 자회사 등 4곳을 매각하기 위해 삼정KPMG를 매각 주관사로 선정해 매각 작업을 추진 중에 있으며 글랜우드PE와 어펄마캐피탈이 예비적격 인수후보에 올라 실사작업 중에 있다.

## 테마주
부방의 사외 이사가 윤석열 대통령의 측근이며 한동훈 대표와 서울대학교, 미국 컬럼비아 로스쿨 동문이며 연수원 1년 선배 기수라는 이유로 회사가 '한동훈 테마주'로 분류되고 있다.